# عبد الله بن إبراهيم العلوي

## نسبه
هو سيدي عبد الله بن الحاج إبراهيم بن الامام محنض أحمد العلويّ نسبة إلى قبيلة العلويين (إدوعلي) إحدى القبائل الموريتانية المشهورة بكثرة الشعراء والأدباء والعلماء.

## مولده ونشأته
ولد رحمه الله بعد منتصف القرن الثانى عشر الهجري، بقرية تجكجه بمنطقة تكانت بموريتانيا، فاعتنى به والده من صغره حتى حفظ القرآن كعادة أهل تلك البلاد. ولما بلغ مبلغ الرجال تهيأ لطلب العلم وبدأ رحلته فيه بعلماء بلده، فأخذ عن الشيخ المختار بن بونا الجكني، والشيخ سيدى عبد الله الفاضل اليعقوبي، والحاج أحمد خليفة العلوي، وغيرهم من جلة علماء قطره، وبعد تحصيله ما عند هؤلاء توجه إلى فاس ومراكش بالمغرب وأقام بهما تسع سنين يأخذ عن علمائهما ويأخذون عنه، ثم توجه إلى بيت الله الحرام لأداء فريضة الحج فمر بمصر واجتمع بعلماء القاهرة، واستفاد منهم واستفادوا منه، واجتمع بأمير مصر حينذاك محمد علي باشا فأكرمه، وأهداه فرسا من عتاق خيل مصر. ثم توجه إلى مكة المكرمة ضمن الوفد الذي بعثه سلطان المغرب في ذلك الوقت سيدى مولاي محمد بن عبد الله، فأتيحت له الفرصة بذلك للقاء مع اكابر العلماء بمكة والمدينة. ثم رجع إلى المغرب بعد أداء فريضة الحج، فأكرمه سلطانه وأهداه خزانة كتب نادرة رجع بها إلى وطنه ومسقط رأسه، وجلس برباطه يعلم الناس، ويؤلف الكتب حتى طار ذكره وذاع صيته واشتهر علمه في الآفاق لم يكن في عصره مثله علما وفهما. مكث في طلب العلم أربعين سنة يأخذ عمن وجد عنده زيادة حتى انتهى إلى الغاية المرجوة، وأحرز الأمنية المبتغاة.

## وفاته
توفي رحمه الله ليلة الجمعة 18 ربيع الثاني عام 1233 هـ عن عمر يناهز الثمانين برباطه العلمى الشهير، والقريب من تجكجه.

## مصنفاته
1. مراقي السعود ألفية في أصول الفقه.
2. نشر البنود وهو شرح على مراقي السعود يقع في جزئين طبع مرتين بالمغرب.
3. نيل النجاح في مصطلح الحديث: حققه الأستاذ محمد الكبير العلوي بالمغرب.
4. فيض الفتاح على نور الأقاح. في علم البيان طبع بالمغرب عام 1329 هـ.
5. طلعة الأنوار وشرحها هدى الأبرار في مصطلح الحديث اختصر بها ألفية العراقي طبع بشرح وتحقيق الشيخ حسن المشاط رحمه الله.
6. طرة الضوال والهمل ألفه في الرد على الأعراف المخالفة للشرع وردا على فتاوى الفقهاء الشاذة.
7. صحيحة النقل رسالة في أنساب العلويين والبكريين وتاريخ عمارة شنقيط وحروب قبائلها.
8. نوازله وهي مجموعة فتاوى ورسائل ألفها في شتى الموضوعات، وقد اعتنى بها العلماء فجمعوها ورتبوها، ونظمها الشيخ محمد العاقب بن مايابي الجكنى وطبعت بليبيا بتحقيق التواتي بن التواتي الجزائري.
9. رشد الغافل. نظم، وشرحه في كتاب، وموضوعه الإرشاد للقرآن العظيم والابتعاد عن علوم الطلاسم.[3]